# Eirodziesma
L'Eirodziesma, noto durante le ultime edizioni semplicemente come Dziesma, è stato un programma televisivo lettone di genere musicale. Creato dall'ente televisivo pubblico Latvijas Televīzija (LTV), dal 2000 al 2012 è stato usato come metodo di selezione nazionale per il paese all'Eurovision Song Contest. Il format è stato successivamente sostituito dal Supernova.

## Storia
In seguito alla dissoluzione dell'Unione Sovietica, le emittenti pubbliche di Stato, Latvijas Televīzija (LTV) e Latvijas Radio (LR), sono entrate a far parte dell'Unione Europea di Radiodiffusione (UER) il 1º gennaio 1993. La Lettonia aveva inizialmente pianificato un debutto all'Eurovision Song Contest nel 1993 e nel 1999, ma in entrambe le occasioni l'emittente ha ritirato la candidatura per motivi economici.
Nel dicembre 1999, LTV ha confermato la partecipazione all'Eurovision Song Contest 2000, annunciando inoltre l'organizzazione di una selezione nazionale, denominata Eirodziesma, per determinare il primo rappresentante nazionale.
Dal 2000 al 2004, e poi nel 2010, le edizioni del concorso si sono svolte in un'unica serata, con dieci o quindici brani in gara. Nei periodi 2005-2009 e 2011-2014, invece, il format è stato ampliato con l'aggiunta di una o due semifinali, ciascuna composta da dieci canzoni. In tutte le edizioni, i risultati — sia delle semifinali che della superfinale — sono stati determinati dal voto combinato della giuria di esperti e del televoto.

## Regolamento
Le regole per la partecipazione all'Eirodziesma erano le seguenti:
- possono partecipare tutti i brani non pubblicati o esibiti prima del 1º settembre dell'anno precedente;
- i brani devono avere una durata massima di 3 minuti, e non possono essere stati già proposti e/o selezionati per altre selezioni eurovisive;
- i partecipanti devono avere 16 anni o devono averli compiuti entro la prima semifinale dell'Eurovision Song Contest;
- i compositori stranieri possono partecipare, purché collaborino con un cantante lettone.

## Edizioni
| Edizione | Conduzione          | Conduzione          | Conduzione        | Periodo          | Periodo          | Puntate | Partecipanti | Vincitore          | Vincitore           | Sede                   | Sede                |
| Edizione | Conduzione          | Conduzione          | Conduzione        | Inizio           | Fine             | Puntate | Partecipanti | Artista            | Brano               | Sede                   | Sede                |
| Edizione | Conduzione          | Conduzione          | Conduzione        | Inizio           | Fine             | Puntate | Partecipanti | Artista            | Brano               | Semifinali             | Finale              |
| -------- | ------------------- | ------------------- | ----------------- | ---------------- | ---------------- | ------- | ------------ | ------------------ | ------------------- | ---------------------- | ------------------- |
| 1ª       | Dita Torstere       | –                   | –                 | 26 febbraio 2000 | 26 febbraio 2000 | 1       | 10           | Brainstorm         | My Star             | –                      | LTV Studios         |
| 2ª       | Dita Torstere       | Horens Stalbe       | –                 | 24 febbraio 2001 | 24 febbraio 2001 | 1       | 10           | Arnis Mednis       | Too Much            | –                      | LTV Studios         |
| 3ª       | Ija Circene         | Ēriks Niedra        | –                 | 2 marzo 2002     | 2 marzo 2002     | 1       | 15           | Marija Naumova     | I Wonna             | –                      | Olympic Center      |
| 4ª       | Ilze Jaunalksne     | Ģirts Līcis         | Samija Šerifa     | 1º febbraio 2003 | 1º febbraio 2003 | 1       | 15           | F.L.Y.             | Hello From Mars     | –                      | Olympic Center      |
| 5ª       | Ija Circene         | Dāvids Ernštreits   | –                 | 28 febbraio 2004 | 28 febbraio 2004 | 1       | 10           | Fomins & Kleins    | Dziesma par laimi   | –                      | Olympic Center      |
| 6ª       | Ija Circene         | Elvis Jansons       | –                 | 29 gennaio 2005  | 26 febbraio 2005 | 3       | 20           | Valters & Kaža     | The War Is Not Over | LTV Studios            | Olympic Center      |
| 7ª       | Uģis Joksts         | Kristīne Pekule     | –                 | 4 febbraio 2006  | 11 marzo 2006    | 3       | 20           | Cosmos             | I Hear Your Heart   | LTV Studios            | Olympic Center      |
| 8ª       | Uģis Joksts         | Kristīne Virsnīte   | Kārlis Streips    | 27 gennaio 2007  | 24 febbraio 2007 | 3       | 20           | Bonaparti.lv       | Questa notte        | LTV Studios            | Olympic Center      |
| 9ª       | Uģis Joksts         | Kristīne Virsnīte   | –                 | 2 febbraio 2008  | 1º marzo 2008    | 3       | 20           | Pirates of the Sea | Wolves of the Sea   | LTV Studios            | Olympic Center      |
| 10ª      | Uģis Joksts         | Kristīne Virsnīte   | –                 | 27 febbraio 2009 | 28 febbraio 2009 | 2       | 20           | Intars Busulis     | Sastrēgums          | Olympic Center         | Olympic Center      |
| 11ª      | Uģis Joksts         | Kristīne Virsnīte   | –                 | 27 febbraio 2010 | 27 febbraio 2010 | 1       | 10           | Aisha              | What For?           | –                      | Jūras Vārti Theatre |
| 12ª      | Uģis Joksts         | Valters Frīdenbergs | –                 | 5 febbraio 2011  | 26 febbraio 2011 | 4       | 20           | Musiqq             | Angel in Disguise   | Jūras Vārti Theatre    | Jūras Vārti Theatre |
| 13ª      | Valters Frīdenbergs | Kristīne Virsnīte   | Jolanta Strikaite | 7 gennaio 2012   | 18 febbraio 2012 | 3       | 20           | Anmary             | Beautiful Song      | NA Studio              | Rio Cinema          |
| 14ª      | Mārtiņš Meiers      | Madara Botmane      | Anta Aizupe       | 8 febbraio 2013  | 16 febbraio 2013 | 3       | 24           | PeR                | Here We Go          | Palladium Concert Hall | Jūras Vārti Theatre |
| 15ª      | Ēriks Loks          | Nauris Brikmanis    | –                 | 1º febbraio 2014 | 22 febbraio 2014 | 3       | 24           | Aarzemnieki        | Cake to Bake        | Palladium Concert Hall | Jūras Vārti Theatre |

## All'Eurovision Song Contest
| Anno | Cantante           | Canzone             | Piazzamento all'ESC | Piazzamento all'ESC | Piazzamento all'ESC      | Piazzamento all'ESC      |
| Anno | Cantante           | Canzone             | Finale              | Punti               | Semi                     | Punti                    |
| ---- | ------------------ | ------------------- | ------------------- | ------------------- | ------------------------ | ------------------------ |
| 2000 | Brainstorm         | My Star             | 3                   | 136                 | Niente semifinali        | Niente semifinali        |
| 2001 | Arnis Mednis       | Too Much            | 18                  | 16                  | Niente semifinali        | Niente semifinali        |
| 2002 | Marie N            | I Wanna             | 1                   | 176                 | Niente semifinali        | Niente semifinali        |
| 2003 | F.L.Y.             | Hello From Mars     | 24                  | 5                   | Niente semifinali        | Niente semifinali        |
| 2004 | Fomins & Kleins    | Dziesma par laimi   | Non qualificata     | Non qualificata     | 17                       | 23                       |
| 2005 | Valters & Kaža     | The War Is Not Over | 5                   | 153                 | 10                       | 85                       |
| 2006 | Cosmos             | I Hear Your Heart   | 16                  | 30                  | Top 11 l'anno precedente | Top 11 l'anno precedente |
| 2007 | Bonaparti.lv       | Questa notte        | 16                  | 54                  | 5                        | 168                      |
| 2008 | Pirates of the Sea | Wolves of the Sea   | 12                  | 83                  | 6                        | 86                       |
| 2009 | Intars Busulis     | Probka              | Non qualificata     | Non qualificata     | 19                       | 7                        |
| 2010 | Aisha              | What For?           | Non qualificata     | Non qualificata     | 17                       | 11                       |
| 2011 | Musiqq             | Angel in Disguise   | Non qualificata     | Non qualificata     | 17                       | 25                       |
| 2012 | Anmary             | Beautiful Song      | Non qualificata     | Non qualificata     | 16                       | 17                       |
| 2013 | PeR                | Here We Go          | Non qualificata     | Non qualificata     | 17                       | 13                       |
| 2014 | Aarzemnieki        | Cake to Bake        | Non qualificata     | Non qualificata     | 13                       | 33                       |